# 486 (číslo)
Čtyři sta osmdesát šest je přirozené číslo. Následuje po čísle čtyři sta osmdesát pět a předchází číslu čtyři sta osmdesát sedm. Římskými číslicemi se zapisuje CDLXXXVI a řeckými číslicemi υπς.

## Matematika
486 je:
- Abundantní číslo
- Složené číslo
- Nešťastné číslo

## Astronomie
- (486) Cremona je planetka hlavního pásu, kterou objevil v roce 1902 Luigi Carnera

## Roky
- 486
- 486 př. n. l.